# Hara Ajumi
Hara Ajumi (原 歩; Hepburn: Hara Ayumi) (Hacsiódzsi, 1979. február 21. –) japán válogatott labdarúgó.

## Klub
A labdarúgást a Nippon TV Beleza csapatában kezdte. 1993 és 2001 között a Nippon TV Beleza csapatában játszott. 2000-ben a liga legértékesebb játékosának választották. 108 bajnoki mérkőzésen lépett pályára és 24 gólt szerzett. 2002-ben az Iga FC Kunoichi csapatához szerződött. 61 bajnoki mérkőzésen lépett pályára és 20 gólt szerzett. 2006-ban az INAC Kobe Leonessa csapatához szerződött. 76 bajnoki mérkőzésen lépett pályára és 21 gólt szerzett. 2009-ben vonult vissza. 2013 és 2014 között az AS Elfen Saitama csapatában játszott.

## Nemzeti válogatott
1998-ban debütált a japán válogatottban. A japán válogatott tagjaként részt vett az 1999-es, a 2007-es világbajnokságon és a 2008. évi nyári olimpiai játékokon. A japán válogatottban 42 mérkőzést játszott.

## Statisztika
| Japán válogatott | Japán válogatott | Japán válogatott |
| Időszak          | Mérk.            | gól              |
| ---------------- | ---------------- | ---------------- |
| 1998             | 3                | 0                |
| 1999             | 12               | 1                |
| 2000             | 6                | 0                |
| 2001             | 4                | 0                |
| 2002             | 2                | 0                |
| 2003             | 0                | 0                |
| 2004             | 1                | 0                |
| 2005             | 1                | 0                |
| 2006             | 0                | 0                |
| 2007             | 5                | 0                |
| 2008             | 8                | 1                |
| Összesen         | 42               | 2                |

## Sikerei, díjai
Klub
- Japán bajnokság: 1993, 2000, 2001

Egyéni
- Az év Japán játékosa: 2000
- Az év Japán csapatában: 1999, 2000, 2008